# Roumanie aux Jeux olympiques d'été de 1984
La participation de la Roumanie aux Jeux olympiques d'été de 1984 est la 13e participation de la délégation olympique roumaine à des Jeux olympiques d'été, qui se sont déroulés du 28 juillet au 12 août 1984 dans la ville californienne de Los Angeles, aux États-Unis. 
La Roumanie, alors République socialiste de Roumanie, est le seul pays du Bloc communiste à participer à ces Jeux, ceux-ci ayant été boycottés par une quinzaine de pays du Bloc de l'Est dont l'Union soviétique, en réaction au boycott des Jeux olympiques d'été de 1980 à Moscou.
Le tireur Corneliu Ion est le porte-drapeau d'une délégation roumaine comptant 124 sportifs, dont 71 hommes et 53 femmes. La Roumanie réalise une performance exceptionnelle lors de ces Jeux, puisqu'elle termine au deuxième rang du tableau des médailles derrière les États-Unis, avec un total de 53 médailles remportées dont 20 médailles d'or,.